# Vännäs
Vännäs er en by i landskabet Västerbotten i Västerbottens län i Sverige, cirka 30 kilometer vest for Umeå. Den er administrationsby i Vännäs kommune og i 2010 havde den 4.118 indbyggere. Navnet kommer fra næsset ved sammenløbet mellem Vindelälven og Ume älv lidt øst for byen i det, der nu hedder Vännäsby. Europavej E12 og Stambanan genom övre Norrland passerer byen.